# Lindau (bei Kiel)
Lindau (ⓘ, dänisch: Lindå) ist eine Gemeinde im Kreis Rendsburg-Eckernförde in Schleswig-Holstein.

## Geografie

### Geografische Lage
Das Gemeindegebiet von Lindau erstreckt sich im Naturraum Schwansen, Dänischer Wohld (und Amt Hütten) (Haupteinheit Nr. 701) nördlich des Nord-Ostsee-Kanallaufs zwischen dem Wittensee im Westen und der Eckernförder Bucht im Norden.

### Gemeindegliederung
Die Gemeinde besteht siedlungsgeografisch aus mehreren Ortsteilen, die auch als Wohnplätze bezeichnet werden. Neben dem für die Gemeinde namenstiftenden Dorf werden ebenfalls die weiteren Dörfer Groß Königsförde und Revensdorf, außerdem die Häusergruppen Rockforde und Waterdiek, das Forsthaus Scharfenholz, wie auch die Streusiedlungen Hennerode und Sande zur Gemeinde gezählt.

### Nachbargemeinden
Das Gemeindegebiet von Lindau ist direkt umgeben von den Gebieten folgender Gemeinden:
| Holtsee             | Neudorf-Bornstein                           |                      |
| Sehestedt           | Kompassrose, die auf Nachbargemeinden zeigt | Gettorf              |
| Bovenau, Krummwisch |                                             | Tüttendorf, Schinkel |

## Politik

### Gemeindevertretung
Bei der Kommunalwahl am 14. Mai 2023 wurden insgesamt 13 Sitze vergeben. Die CDU erhielt sieben Sitze, die Freie Wählergemeinschaft der Gemeinde Lindau vier Sitze und die SPD zwei Sitze.

### Wappen
Blasonierung: „Von Gold und Grün im Wellenschnitt erhöht geteilt. Oben ein mit der Spitze nach vorn weisendes grünes Lindenblatt mit Fruchtstand, unten - leicht nach hinten versetzt - ein silberner Feldstein, oben rechts begleitet von einem dreimal silbern-rot geteilten Schildchen.“

## Sehenswürdigkeiten
Liste der Kulturdenkmale in Lindau (bei Kiel)
- Düvelstein/Teufelsstein

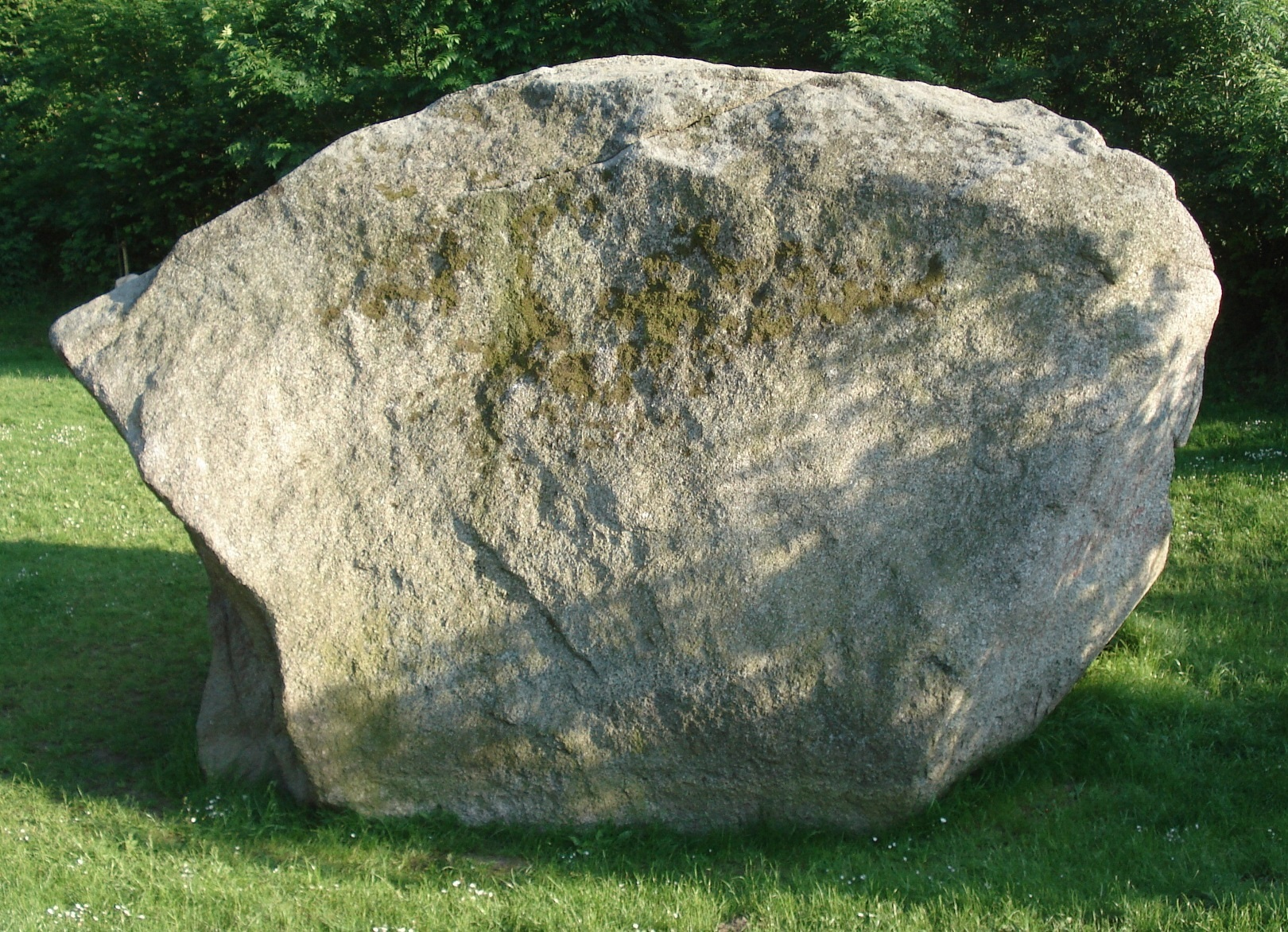
Der Düvelstein oder Teufelsstein bei Großkönigsförde in der Gemeinde Lindau

Der Düvelstein bzw. Teufelsstein bei Großkönigsförde ist der größte Findling in Schleswig-Holstein. Der Sage nach hat ihn der  Teufel auf die St.-Jürgen-Kirche in Gettorf geschleudert. Obwohl er angeblich die Kirche knapp verfehlte, soll es seine Schuld sein, dass sie heute schief steht.

## Verkehr

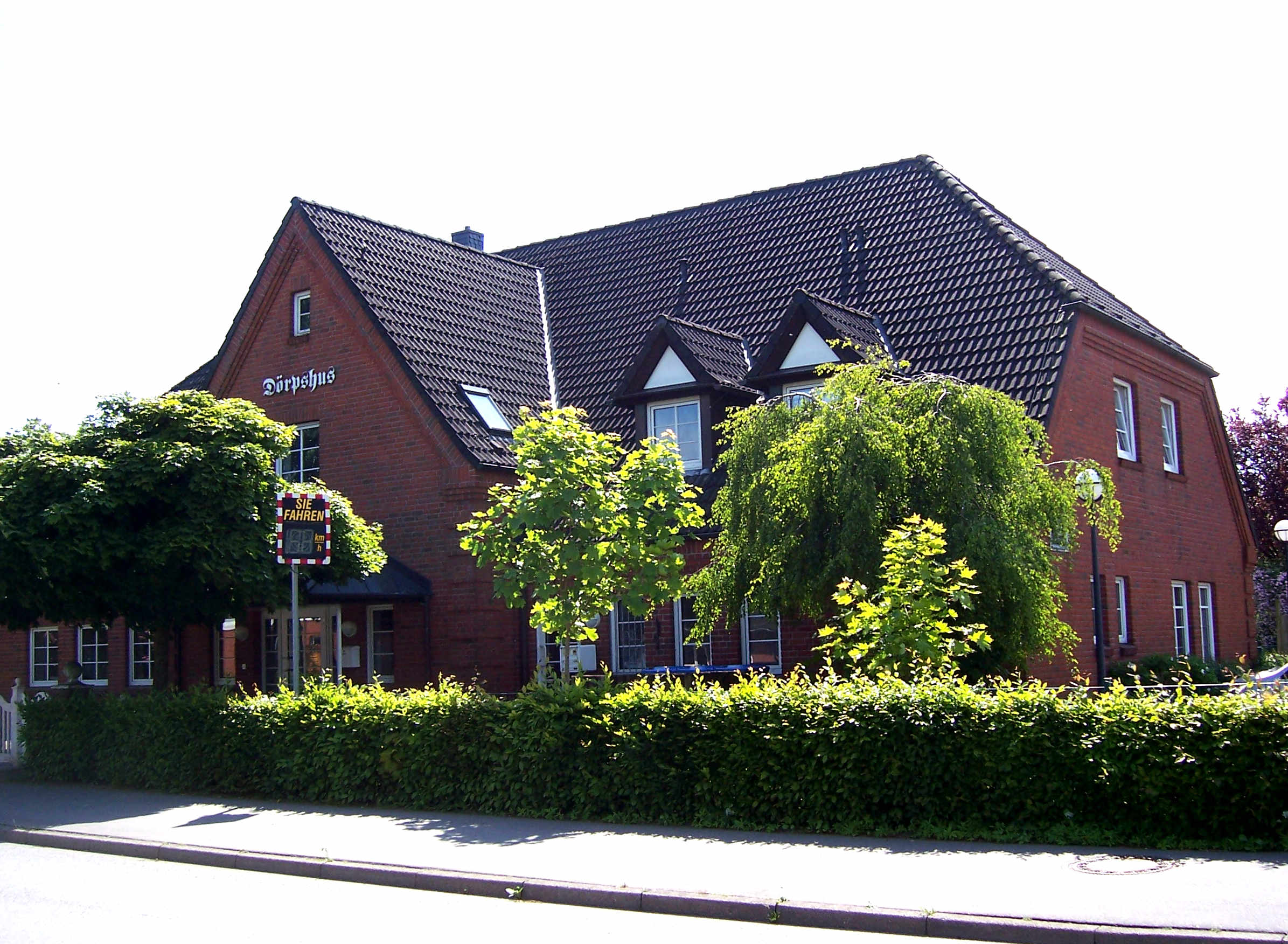
Dörpshus Revensdorf

Etwa 5 km nordöstlich von Lindau verläuft die Bundesstraße 76 von Kiel nach Eckernförde, etwa 7 km nordwestlich die Bundesstraße 203 von Rendsburg nach Eckernförde.
Die Gemeinde ist im ÖPNV des Nahverkehrsverbunds Schleswig-Holstein mit der Buslinie 730 nach Rendsburg und Gettorf angebunden.